# Gunter Böhmer
Gunter Böhmer (né le 13 avril 1911 à Dresde, mort le 8 janvier 1986 à Lugano) est un peintre, dessinateur et illustrateur allemand.
L'œuvre de Böhmer montre une grande variété de styles. Il a surtout fait des dessins en plus de plans et de croquis, des peintures, des portraits, des aquarelles. Il s'est fait connaître du grand public par ses illustrations pour des livres. Fritz Löffler, responsable des collections du musée de Dresde, le considère comme l'un des plus grands dessinateurs du XXe siècle à côté d'Otto Dix et de Josef Hegenbarth (de).

## Biographie
Après son abitur en 1930, Böhmer est admis à l'Académie de Dresde sans passer d'examen et étudie la peinture et le graphisme. Dans le même temps, il étudie l'allemand à l'université. De 1931 à 1933, il suit à l'Université des arts de Berlin les cours d'Emil Orlik et de Hans Meid (de) et rencontre Max Slevogt et des musiciens autour du compositeur Justus Hermann Wetzel (de).
En 1933, il est invité par Hermann Hesse à Collina d'Oro et s'y installe ; il y vivra jusqu'à sa mort. Ils se sont connus par l'éditeur Samuel von Fischer qui lui propose un de ses livres pour sa première illustration. Par la suite, il illustrera Thomas Mann, Kafka, Goethe, Büchner, Dostoïevski, Stendhal, Flaubert, Musil, Kafka, Robert Walser...
De 1934 à 1936, il visite l'Italie : Rome, Arezzo, Florence, Venise et Vérone. Il a travaillé avec Giovanni Mardersteig et participe en 1936 à la Biennale de Venise. En 1936, il va à Paris s'intéresser à Paul Cézanne et Pablo Picasso, ainsi qu'à Rouen pour illustrer Madame Bovary de Gustave Flaubert. En 1938, il est employé des éditions Albatros à Paris. En 1939, il revient à Collina d'Oro et rencontre les peintres Karl Hofer et Louis Moilliet, l'historien et diplomate Wilhelm Hausenstein. Il devient ami avec Max Picard
, Emmy Hennings, Maria Geroe-Tobler. Durant la Seconde Guerre Mondiale, il se réfugie en Suisse.
En 1945, il épouse à Saint-Gall la tisserande Ursula Bächler, fille de l'historien Emil Bächler (de). En 1949, il fait un voyage à Ospedaletti avec le peintre Hans Purrmann et en 1950 à Ischia avec Werner Gilles. En 1952, il visite Raoul Dufy dans son atelier parisien, et fait un long séjour l'année suivante à Paris. En 1957, il va le plus souvent en Allemagne où il est exposé.
En 1960, il remplace Karl Rössing (de) à l'Académie de Stuttgart au cours de graphisme et invitent ses élèves à avoir leur propre action. Dans son travail artistique, il cherche parmi les thèmes centraux de la vie, qu'il structure principalement en binômes de termes. Il compte parmi ses élèves Dietrich Klinge, Brigitte Pfaffenberger (de), Horst Peter Schlotter (de), Klaus Waschk (de).
Il prend sa retraite de professeur en 1976. En 1980, il est l'invité d'honneur de la Villa Massimo à Rome. En 1981, il est fait officier de l'ordre du Mérite de la République fédérale d'Allemagne.

## Source, notes et références
- (de) Cet article est partiellement ou en totalité issu de l’article de Wikipédia en allemand intitulé « Gunter Böhmer » (voir la liste des auteurs).